# Либфрауэнкирхе (Трир)
Либфрауэнкирхе (нем. Liebfrauenkirche, то есть «церковь Пресвятой Девы Марии») — готическая церковь первой половины XIII века, расположенная в центре Трира рядом с городским собором.
Строительство церкви было начато в 1230 г. при архиепископе Теодорихе фон Виде после того, как было снесено находившееся на этом месте окончательно обветшавшее античное строение времён императора Константина Великого. Новая церковь была возведена на фундаменте её предшественницы. Предположительно в 1242 г., когда у архиепископа закончились средства, часть строительных работ не была завершена. Лишь благодаря сборам пожертвований, организованным в 1243 г. в кёльнской епархии архиепископом Конрадом фон Хохштаденом, строительство церкви было возобновлено и было завершено к 1260 г. В 1492 г. башня на пересечении нефов была увенчана шпилем, который был уничтожен ураганом в 1631 г. Позднее была установлена четырёхскатная крыша, уничтоженная во Вторую мировую войну. В 1945 г. её заменила плоская крыша, которую в 2003 г. в свою очередь сменила более крутая.
Либфрауэнкирхе использовалась членами соборного капитула для проведения ежедневной мессы и в качестве надгробной церкви. Это привело к тому, что за несколько столетий церковь оказалась переполнена надгробиями. В ходе французской революции большинство захоронений было вынесено.
В 1951 г. церковь Пресвятой Девы Марии получила от папы статус малой базилики. Поводом для этого послужило новое послевоенное оформление алтаря, переместившегося в центр церкви. В 1986 г. Либфрауэнкирхе вместе с Трирским собором и памятниками древнеримской культуры Трира и его окрестностей внесена в список Всемирного культурного наследия человечества.
С 8 января 2008 г. по 4 сентября 2011 г. церковь была закрыта на реставрацию.

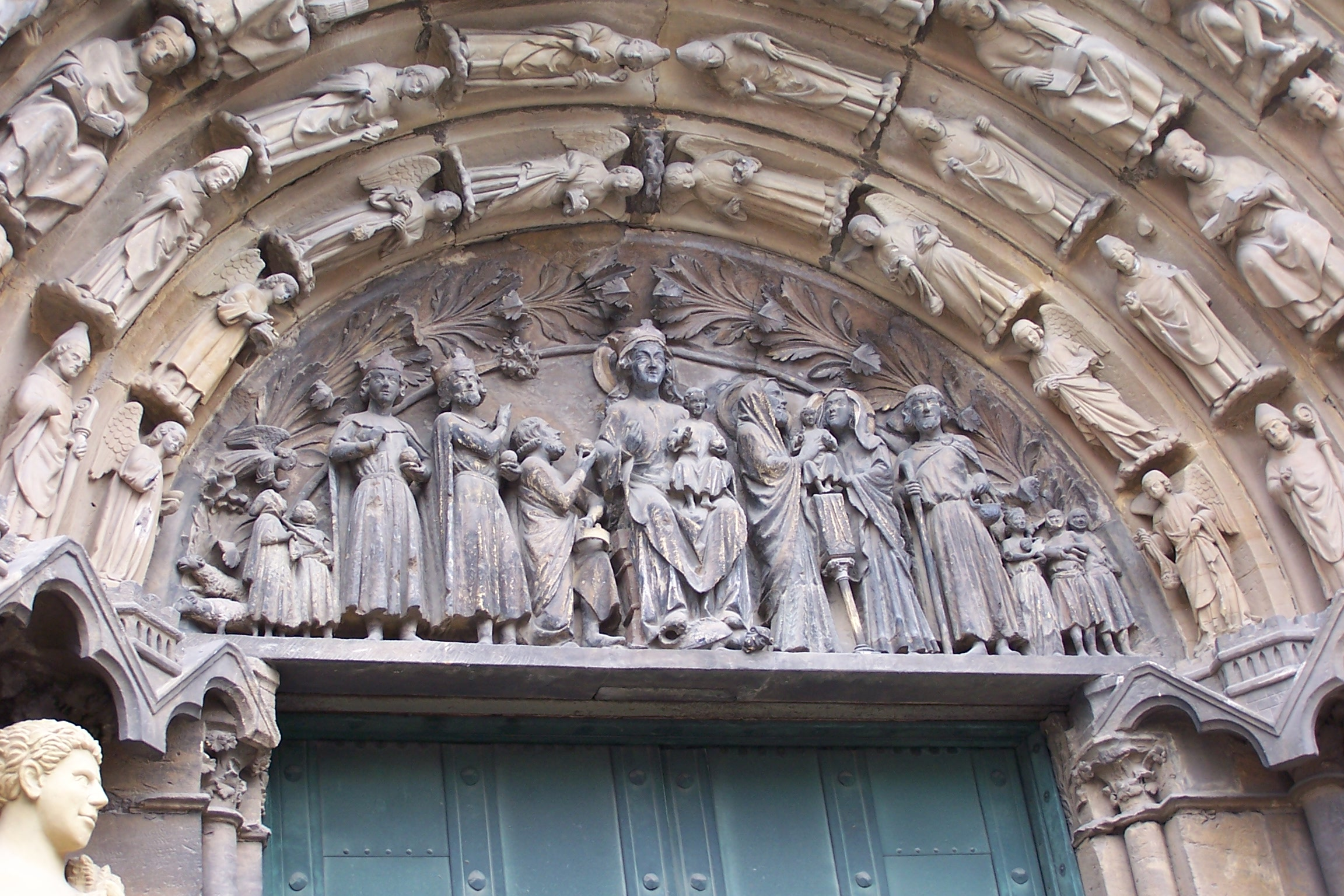
Изображение Девы Марии над порталом
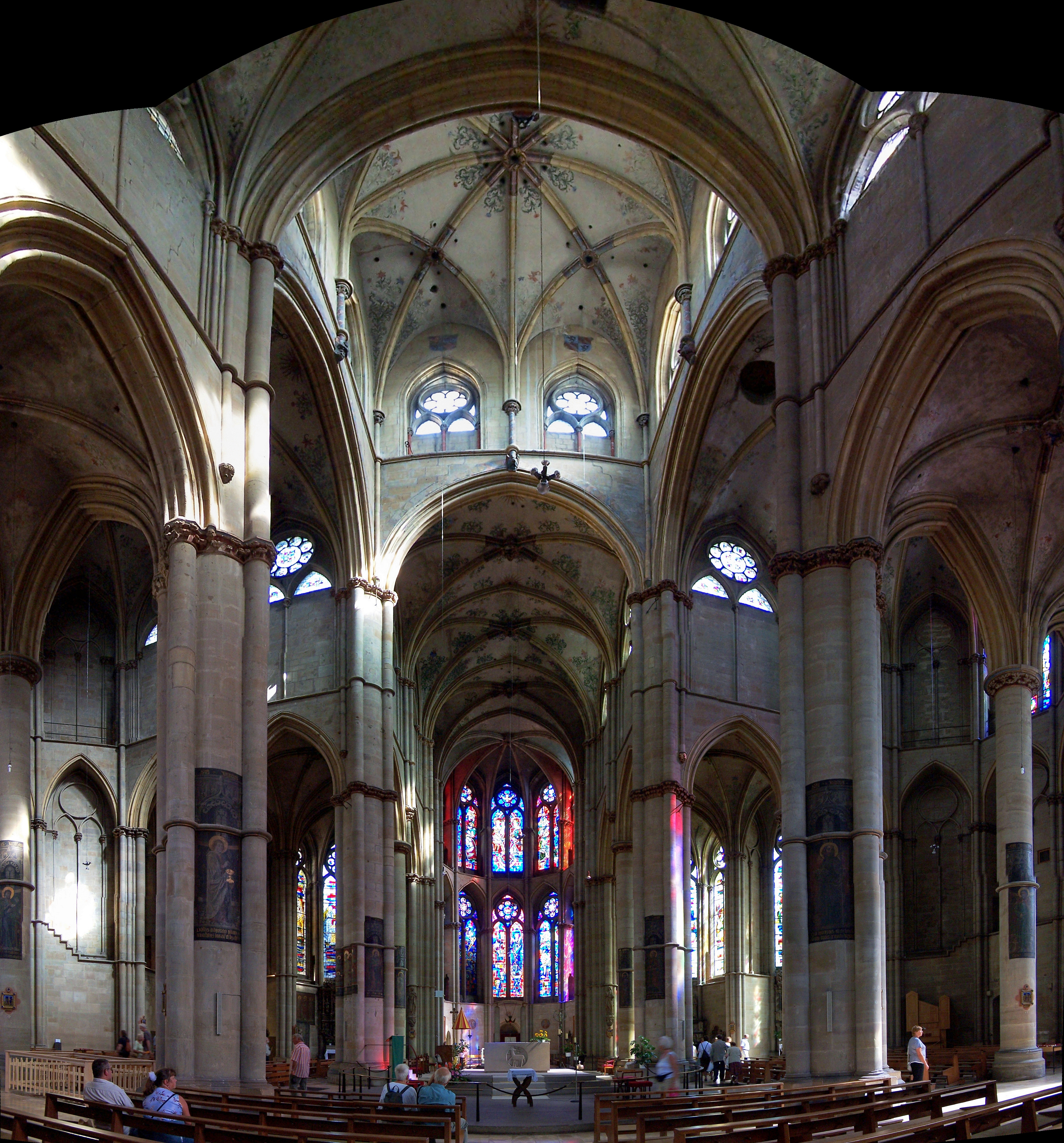
Интерьер церкви
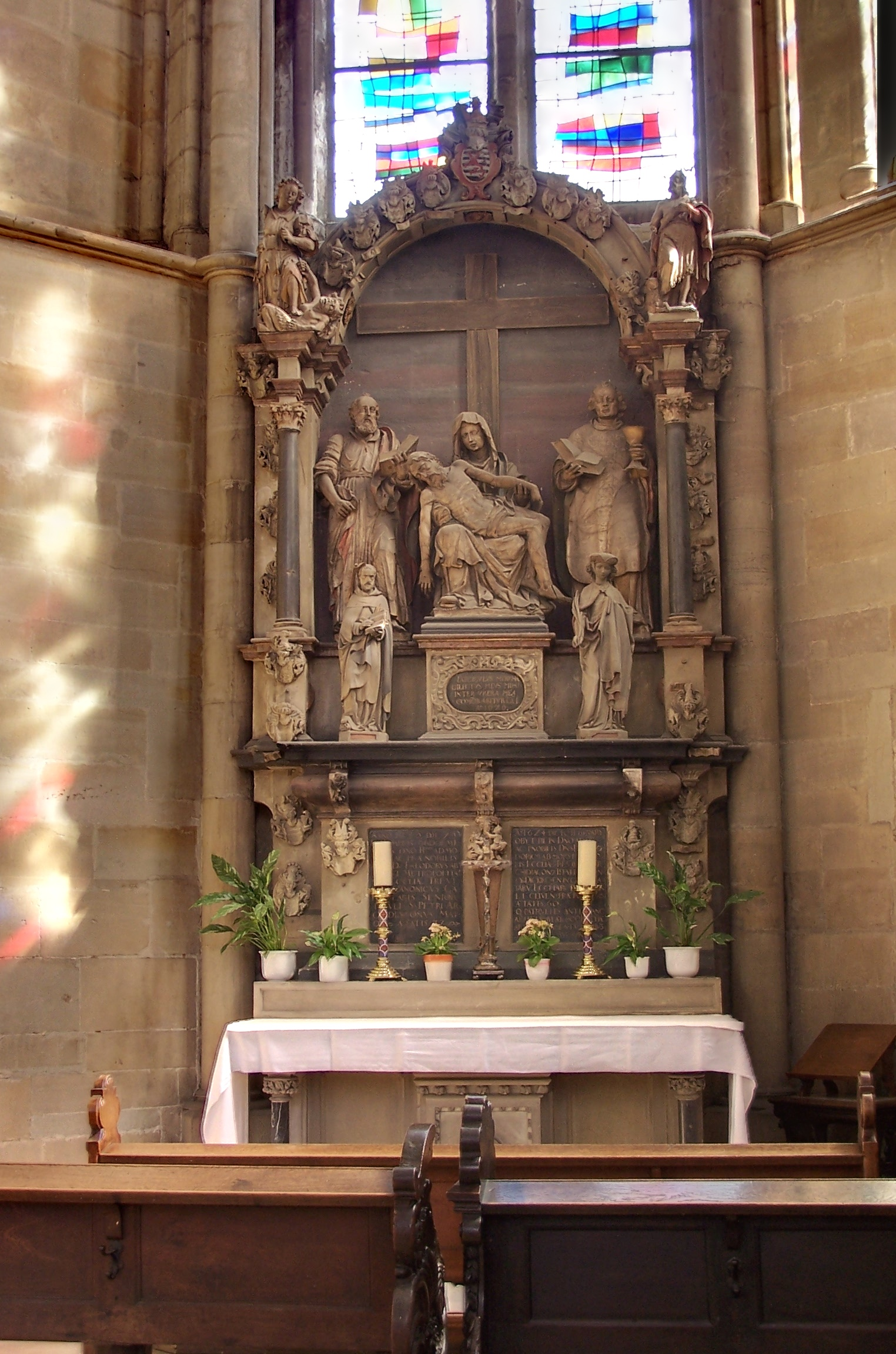
Погребальный алтарь Теодора и Теодориха фон Хорстов
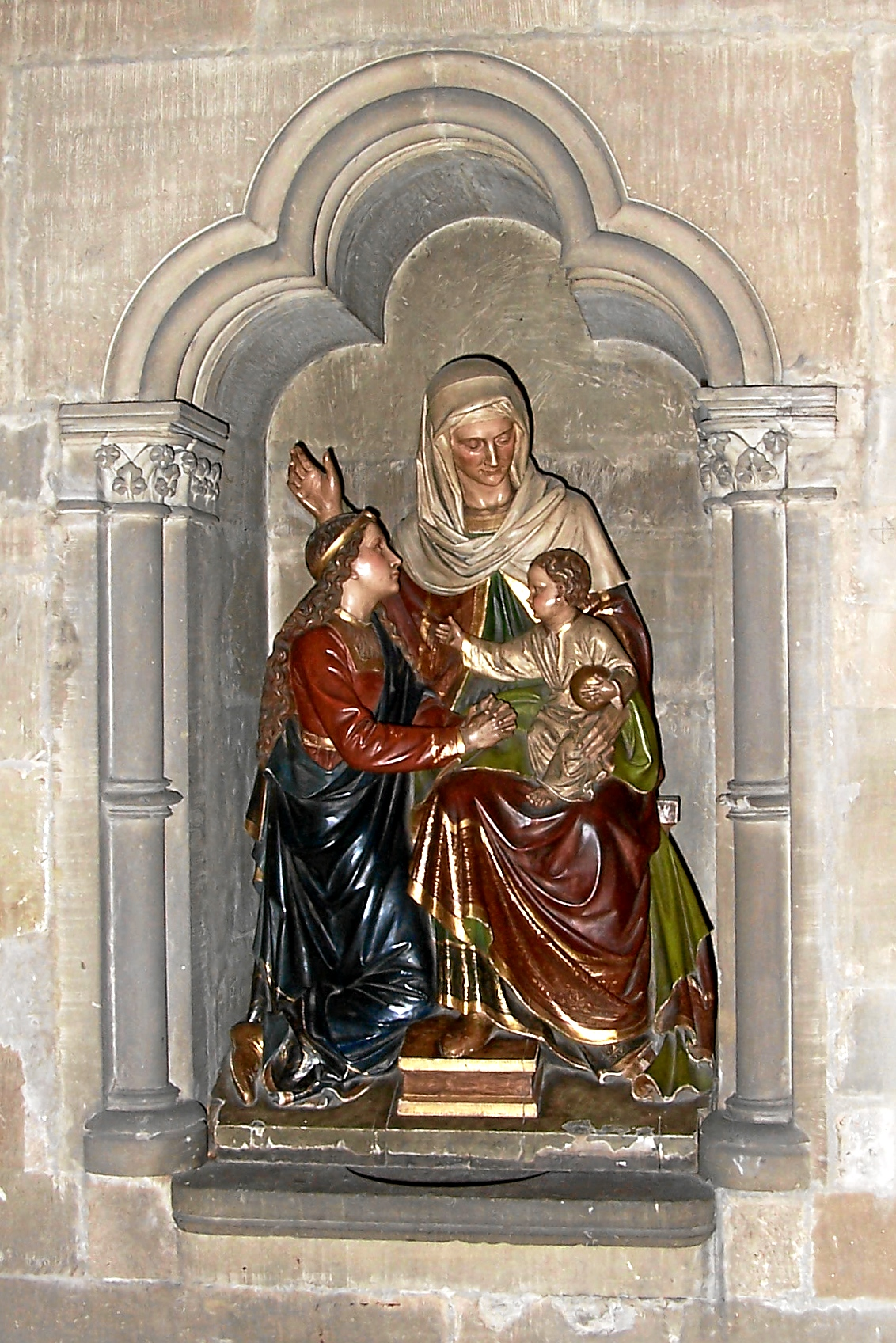
Изображение Девы Марии внутри церкви
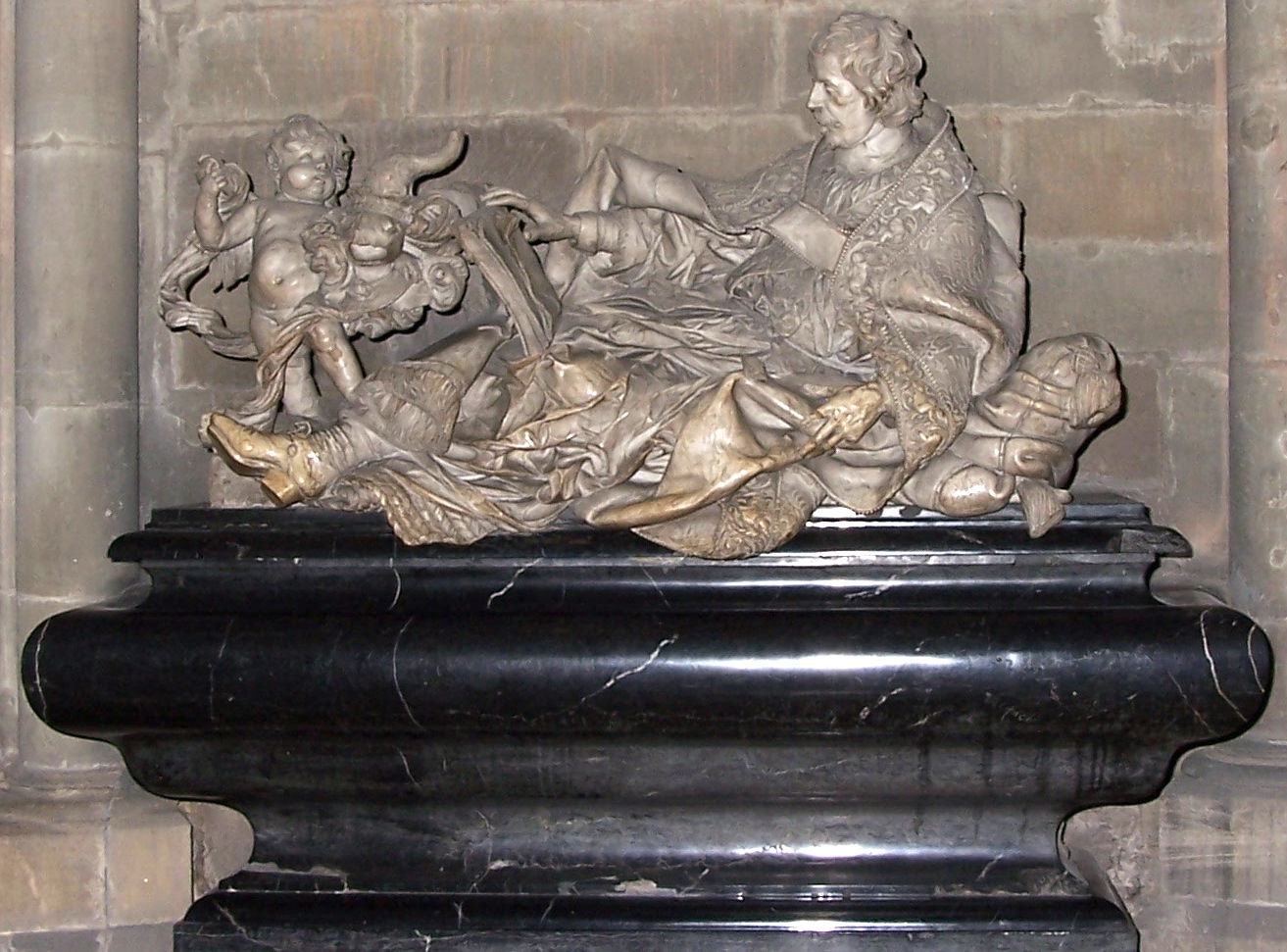
Надгробие Карла фон Меттерниха
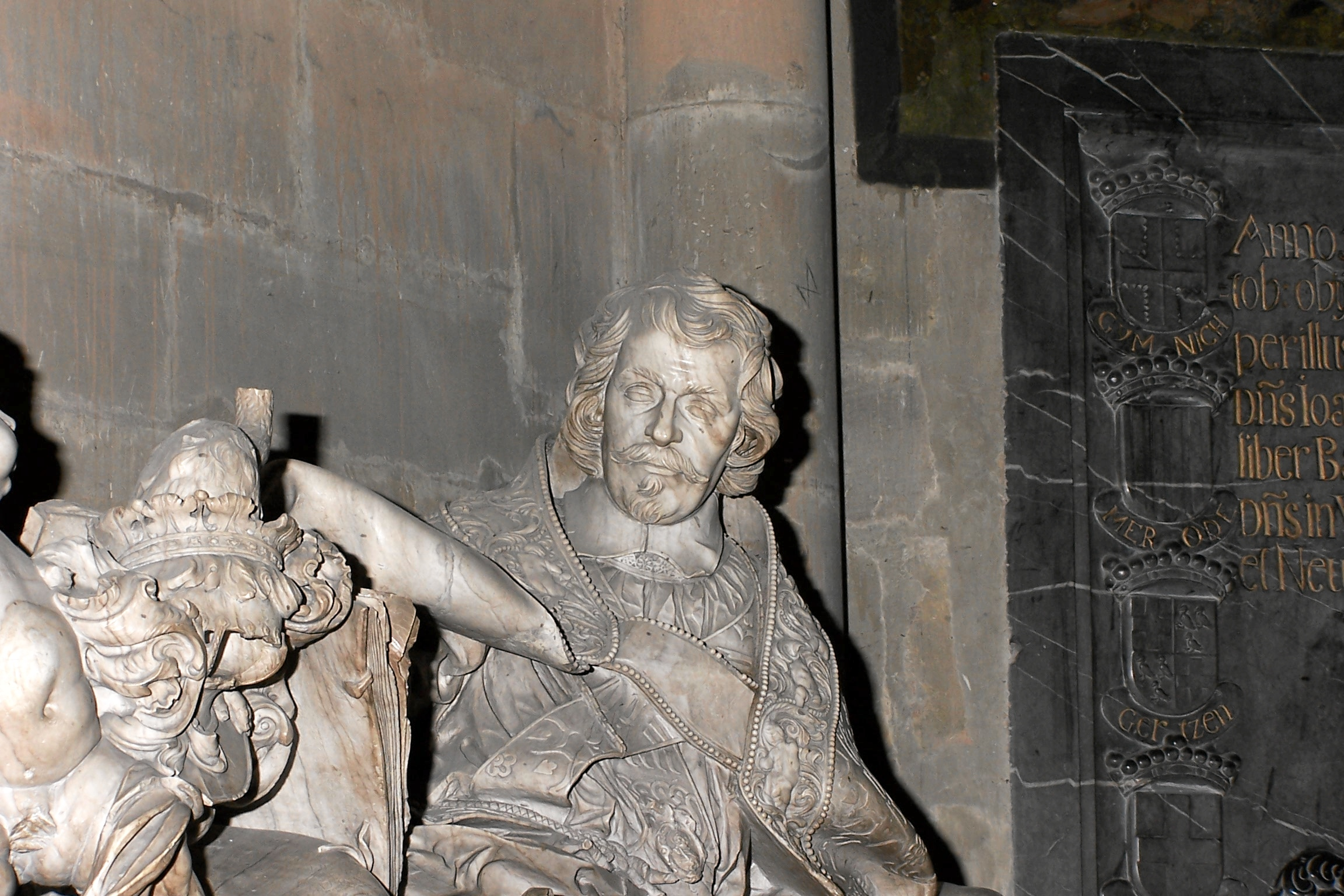
Надгробие Карла фон Меттерниха. Деталь
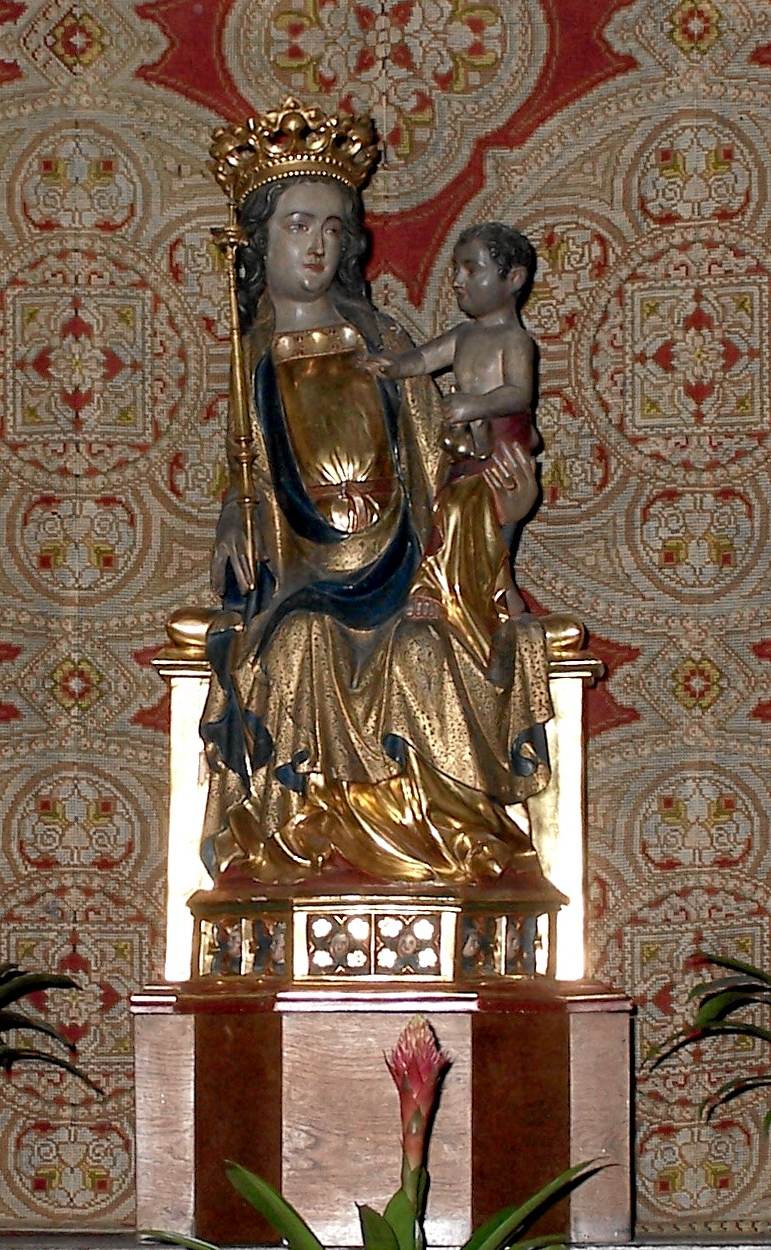
Мадонна на троне